# Combattimento di Levenzo
Il combattimento di Levenzo, altrimenti noto come combattimento di Lantosca, fu uno scontro verificatosi il 28 febbraio 1793 nella contea di Nizza, all'epoca contesa tra la Francia ed il Regno di Sardegna, dove si affrontarono l'Armata d'Italia del generale de Biron e le truppe austro-piemontesi del conte di Sant'Andrea.
La battaglia, caratterizzata dell'offensiva francese sulla valle del Var, terminò con una vittoria per i repubblicani, che riuscirono a strappare alle forze della coalizione alcuni villaggi e punti strategici per il controllo della zona dell'attuale Francia meridionale.

## Contesto storico
Il 1792 fu un anno di profonda instabilità e radicali cambiamenti per la Francia: la popolarità del re Luigi XVI era ai suoi minimi e il potere da lui esercitato era andato scemando dopo la tentata fuga in Belgio dell'anno precedente. In seguito ad alcuni moti urbani nell'agosto di quell' anno, il re fu costretto a mettersi sotto la protezione della Convenzione nazionale, che lo arrestò e proclamò la nascita della repubblica poco dopo.
Le varie nazioni europee guardarono con preoccupazione gli eventi accaduti in Francia e mossero guerra. Austria e Prussia intervennero militarmente contro la neonata repubblica, mentre il Piemonte fu chiamato in causa proprio dai francesi, indignati per il trattamento ricevuto dai loro diplomatici mesi prima.

## Antefatti

### Invasione di Nizza e della Savoia
Le forze militari francesi furono impegnate su molteplici fronti sin dai primi giorni del conflitto: nelle Fiandre dovevano affrontare le forze austriache ed olandesi; sui Pirenei vi erano gli Spagnoli; sul Reno si combattevano austriaci e prussiani mentre in Savoia e Nizzardo vi erano i piemontesi, sebbene gli austriaci stessero inviando altri soldati in supporto.
Dopo la stabilizzazione dei vari fronti con le vittorie di Valmy e Jemappes, i francesi puntavano a portare la guerra al di fuori dei confini nazionali, cosa che effettivamente avvenne l'anno seguente.
Per questo motivo, spinsero per una rapida conquista della Savoia, regione estremamente difficile da difendere da parte piemontese a causa della geografia del luogo. Bastò una veloce offensiva nei pressi di Fort Barraux per mettere in fuga l'esercito sabaudo ed impadronirsi della regione. Cosa più complicata era la presa della regione del Nizzardo, protetta da numerosi forti e di più facile accesso per i piemontesi. Con un brillante bluff, i francesi di d'Anselme fecero credere di essere 40000, una cifra che l'esercito piemontese, appena mobilitato, non era palesemente in grado di poter gestire. In preda al panico, gli ufficiali del Regno di Sardegna abbandonarono Nizza e lasciarono al loro destino le piazzeforti vicine di Montalbano e Villafranca. D'Anselme, al comando dei suoi 10000 uomini, entrò nel capoluogo e prese i due forti senza sparare un colpo.

### Il barbetismo e la resistenza piemontese

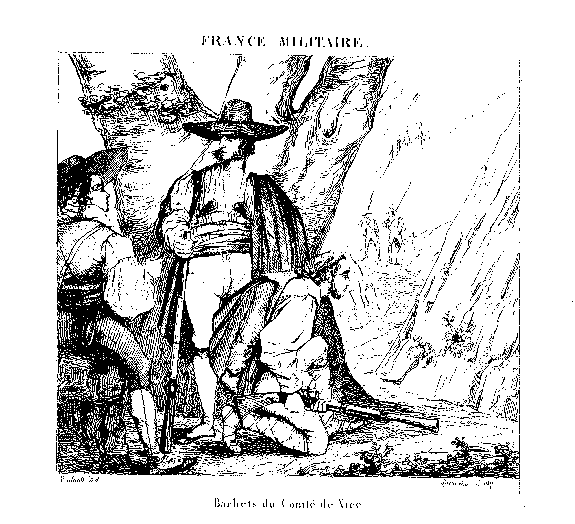
Raffigurazione di ribelli barbetti dell'Ottocento

L'occupazione francese di Nizza fu segnata da episodi controrivoluzionari con cause paragonabili a quelli della Vandea, sebbene su scala più ridotta. La politica fortemente laica imposta dalla Convenzione si scontrava con la cultura del luogo, che invece era profondamente radicata nel cattolicesimo. L'impossibilità di una conciliazione tra questi due modi di vivere e pensare portò alla nascita del barbetismo. I barbetti, ribelli locali, si unirono alle forze austro-piemontesi nella lotta ai francesi. In più occasioni attaccarono gruppo di soldati repubblicani rimasti isolati ed ostacolarono le comunicazioni tra i vari reparti dell'Armata d'Italia dislocati nel Nizzardo.

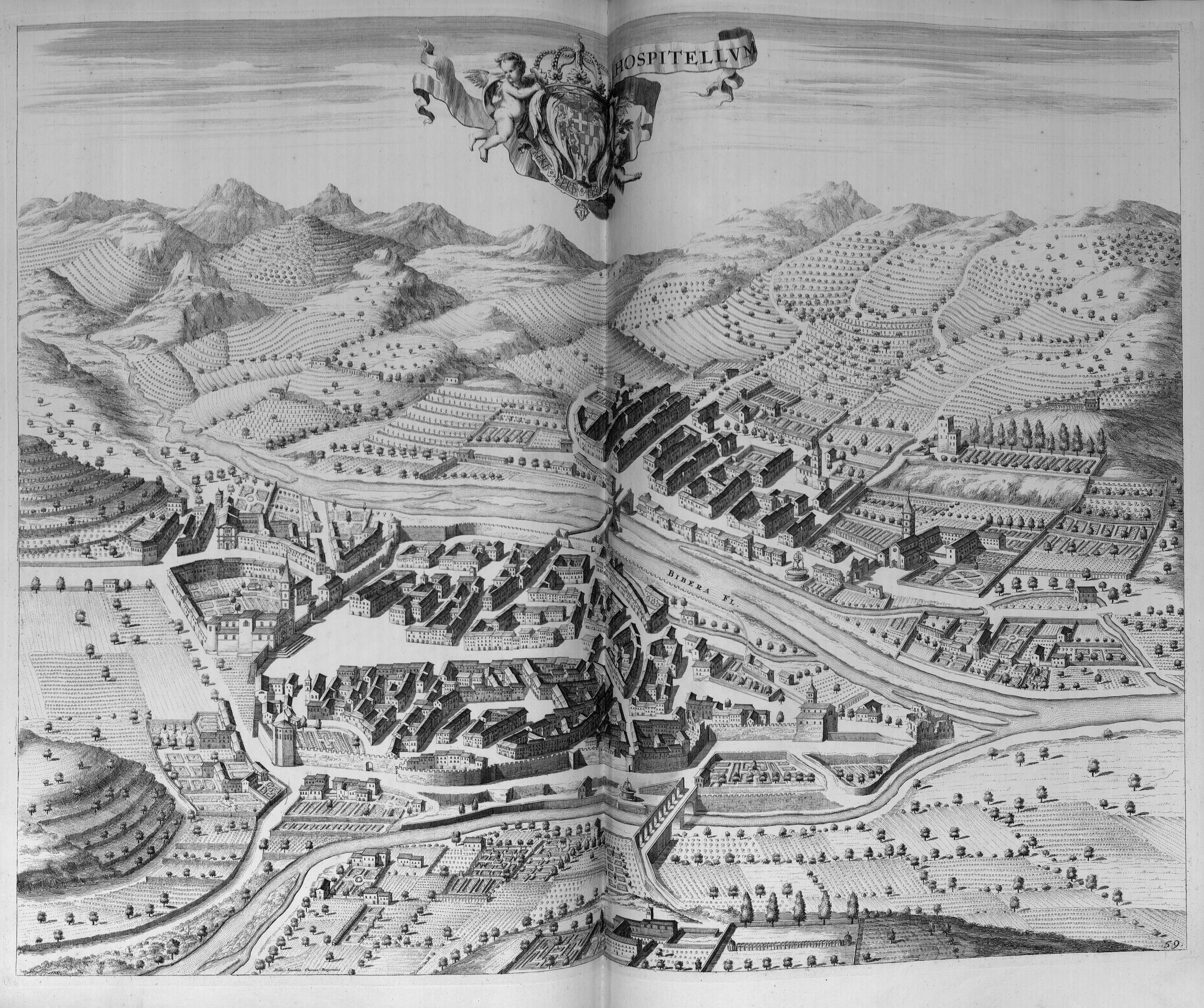
Sospello nel 1726

Verso la seconda metà di ottobre, l'arrivo dei rinforzi austriaci, ritornò vigore e soprattutto organizzazione nelle file sabaude. Le forze del Regno di Sardegna iniziarono a contendere ai francesi i villaggi della valle del Var, della Tinea e della Roia, riuscendo più volte a riprendere Molinetto e Sospello. Riuscirono persino a distruggere un'unità francese rimasta isolata a causa di una piena improvvisa, con la complicità dei barbetti. D'Anselme, che proponeva una spedizione navale contro Roma venne rimosso dal comando per via dei continui attriti con il resto del gabinetto di guerra.  Al suo posto fu nominato momentaneamente Brunet. Il 1792 si chiuse con ultimo scontro minore ed inconcludente, dopodiché le pesanti nevicate rallentarono le operazioni militari da ambe le parti.

### Le operazioni del 13 febbraio
L'effettivo sostituto di d'Anselme arrivò nei primi giorni di febbraio 1793. Era il generale de Biron. Questi iniziò immediatamente a programmare le prime operazioni per estendere il controllo francese su tutta la zona contesa al regno sabaudo.

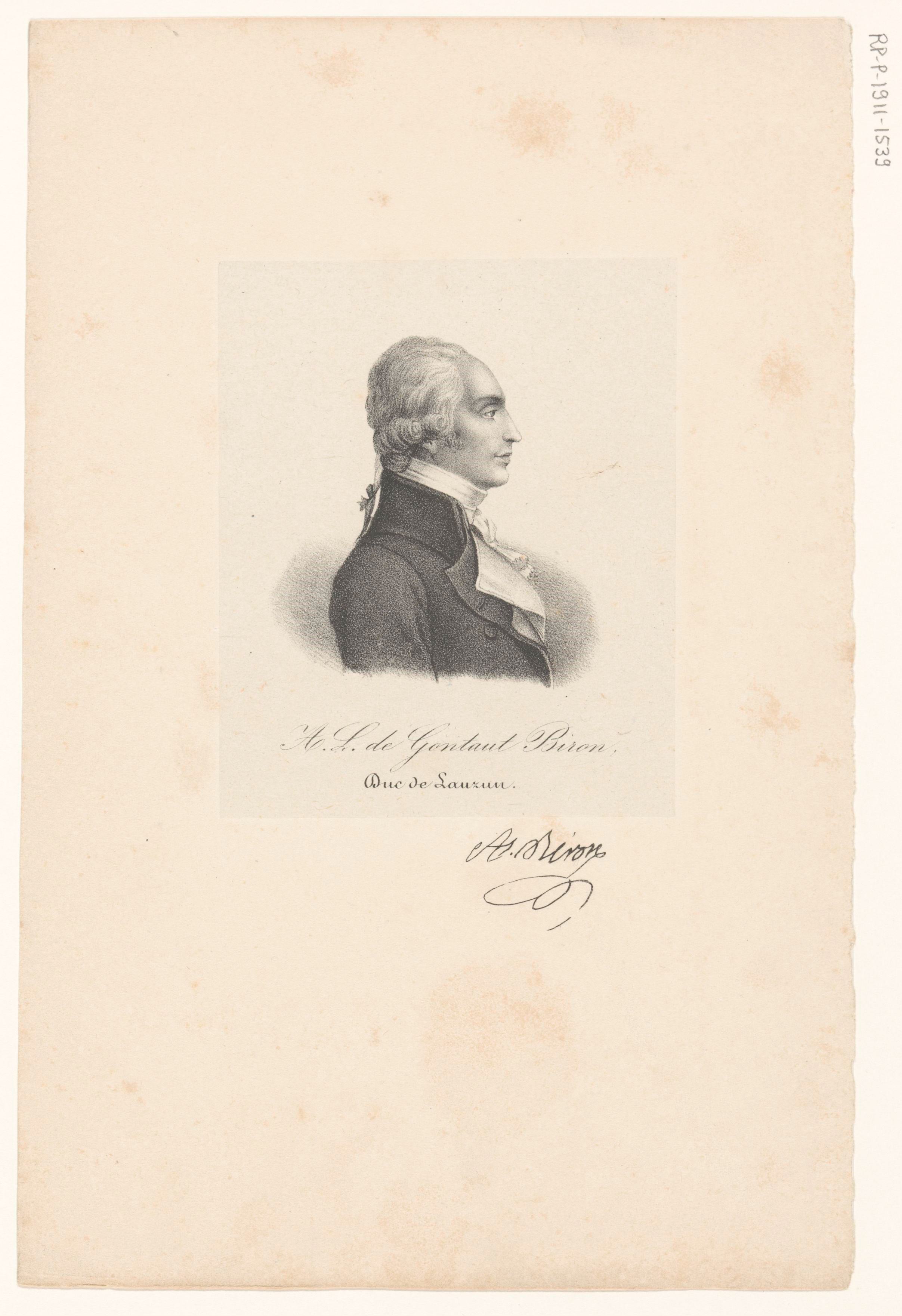
Il generale de Biron

Sant'Andrea fece occupare Sospello da un corpo di 1800 austriaci. Il generale francese, volendo assicurare la posizione della sua destra, non poté lasciare tranquilli in possesso di questa postazione e la fece attaccare il 13 febbraio da Brunet e Dagobert, mentre una terza colonna deviava per Turbia e Castiglione. Per difendere questo posto di difficile accesso, gli austriaci schierarono metà delle loro forze al Pigeonnier, nelle case cittadine e nel convento; un distaccamento sorvegliava il ponte e la riserva rimasta a sinistra del villaggio teneva la testata della strada con 3 pezzi di montagna. Brunet tentò invano di forzare attraverso il suo centro il passaggio del villaggio e del ponte. La sua sinistra, più fortunata, stanò i piemontesi dall'alto e discese dal Pigeonnier nel momento in cui la destra veniva da Castiglione e da Sospello. Furono presi 300 austriaci che resistettero a lungo nel villaggio. Il conte di Sant'Andrea non fece il minimo movimento per aiutare i suoi alleati, e questa negligenza causò una certa freddezza tra loro.
Dopo questa battaglia si accontentarono di mantenere il passo del Perús per coprire Breglio, continuando ad occupare i loro vecchi accampamenti di Milleforche, Raus e Pietra-Cava, dove si collegarono via Saint Arnould con le postazioni della Vesubia. Su questa linea si verificarono diverse scaramucce; il campo di Braous fu catturato dai francesi il 19 febbraio.

## La battaglia
Biron risolse un attacco più serio per il 28 febbraio: la sua destra sarebbe dovuta passare attraverso Lucerame per agire di concerto con Dumerbion, che invece sarebbe partito da Levenzo in direzione di Utello. Questo movimento avrebbe avuto più successo se non vi fossero state le asperità del luogo ad intralciare il cammino dei francesi. Dagobert con la prima colonna avanzò su Pietra-Cava, da dove inseguì il nemico. Brunet con il resto della brigata si mosse verso Saint Arnould, e dopo aver forzato il passaggio a Figaretto, si diresse il 29 al mattino su Lantosca.

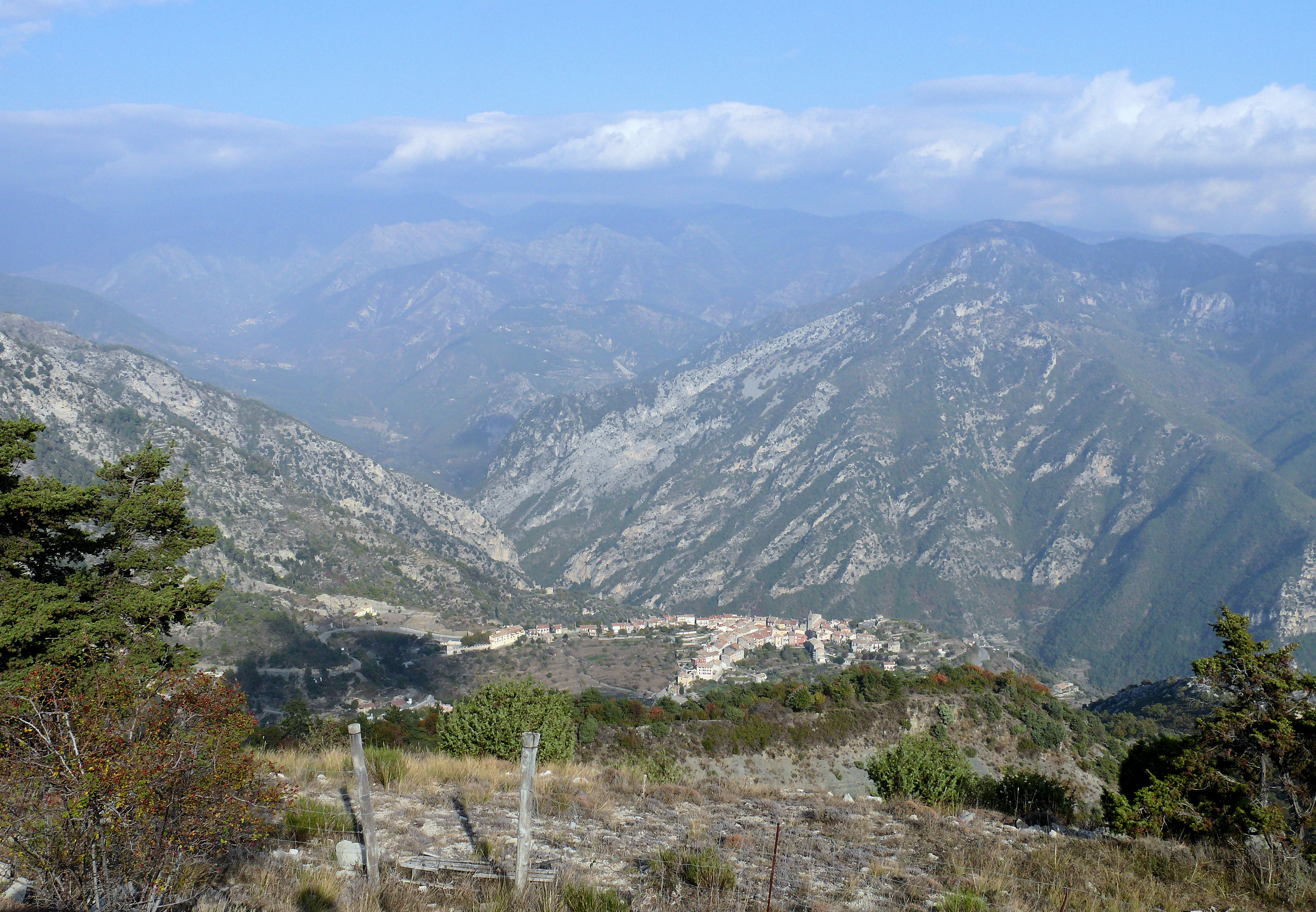
Valle di Utello

Nel frattempo Dagobert, smarritosi nella foresta di Melisse, fu assalito la sera del 28 dai piemontesi, che riuscino a catturare alcuni dei suoi uomini: senza notizie dalle altre colonne, la sua situazione era critica. Fortunatamente, udito il rumore di spari provenienti da Lantosca, vi si diresse immediatamente, nonostante l'eccessiva stanchezza delle sue truppe. Ritrovandosi di fronte delle rocce a strapiombo, cambiò rotta e marciò verso Bolena dove finalmente stabilì la comunicazione con Brunet. Le truppe del generale Dumerbion, da parte loro, attraversarono la Vesubia, di fronte a Levenzo, con l'acqua fino alla cintola, attaccarono Utello e la Cappella dei Miracoli su 3 colonne.
Questa postazione, attaccata ad un costone del monte Breg, non è facilmente raggiungibile ed il percorso per arrivarci è particolarmente ostico. Ciononostante, tutti questi ostacoli furono superati con audacia e le postazioni nemiche rimosse. I piemontesi si radunarono dapprima, di fronte a Saint Arnould, davanti ai distaccamenti che Brunet aveva inviato in precedenza, e difesero inizialmente in questo punto il passaggio ma poi ripiegarono subito verso Belvedere. Brunet decise di sloggiarli da quest'ultima posizione, sperando di lanciarli al di là delle Alpi: dopo aver concesso qualche ora di riposo alle sue truppe, le rimise in marcia. Una colonna indirizzata da San Martino verso Roccabigliera e Dagobert, in movimento da Bolena in direzione del Colle di Raus, minacciarono di tagliare la strada ai piemontesi: questi non lo aspettarono e marciarono incontro a Brunet. L'urto fu acuto, ma breve: i piemontesi si avvicinarono con le baionette incrociate, senza sparare un colpo, furono presto rovesciati, con la perdita dei loro 2 pezzi sulla montagna e da 200 a 300 prigionieri. Furono inseguiti fino al passo di Finestre da un lato, e di Raus dall'altro.
Nel corso degli scontri, a distinguersi fu un soldato originario di Nizza, Andrea Massena. Partito con un battaglione da Giletta, riuscì ad attraversare il Var, giungendo sulla riva destra e cacciò i piemontesi da Revest, Toudon e dai monti di Vaudemas.

## Conseguenze
Questa lotta costò a entrambe le parti 800 uomini. I francesi sostenevano che se avessero conosciuto meglio il paese e fossero stati meno stanchi, forse avrebbero potuto impadronirsi in questa occasione dell'accampamento di Raus e la cui cattura avrebbe portato a quello della linea di Saorgio. Mentre il suo luogotenente prendeva queste postazioni, il generale de Biron era rimasto calmo dalla parte di Sospello per impedire al conte Sant'Andrea di intraprendere qualsiasi azione su Nizza: per quanto plausibili fossero le sue motivazioni, il miglior corso d'opera sarebbe stato quello di assistere gli principali attacchi, dove la sua presenza avrebbe portato più armonia alle operazioni di Dumerbion e Brunet.

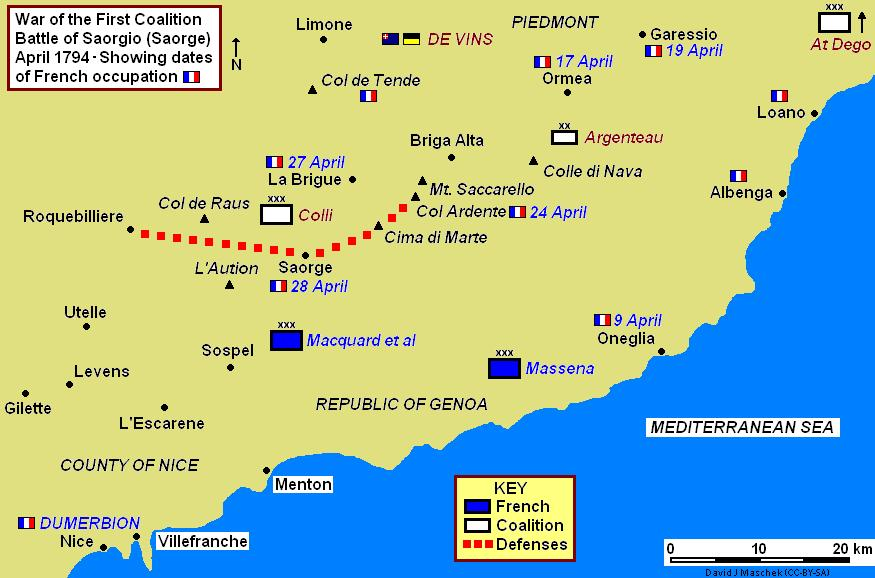
Campagna di Saorgio del 1794

Preso il controllo della valle del Var, il passo successivo nell'avanzata francese era la conquista della Valle della Roia, difesa naturalmente dal Massiccio dell'Authion e della fortezza di Saorgio. Due tentativi infruttuosi furono fatti nel mese di giugno del 1793, portando prima una vittoria parziale e poi una netta sconfitta per i francesi.
L'ostacolo rappresentato da Saorgio e dall'Authion fu superato solo grazie alla collaborazione del generale Massena, che guidò le truppe in battaglia, e di Bonaparte, che ideò la manovra che permise ai francesi di aggirare il forte e prendere alla sprovvista i piemontesi.